# AVEBE
Avebe ist ein niederländischer Konzern mit Sitz in Veendam, dessen Hauptgeschäftsfeld die Produktion von Stärke und Stärkeveredlungsprodukten aus Kartoffeln ist. Der Konzern unterhält Zweigstellen in Europa. Hierzu zählen Produktionsstandorte in den Niederlanden, Deutschland und Schweden.
Avebe beschäftigt 1254 Mitarbeiter, davon 161 in Deutschland.

## Geschichte

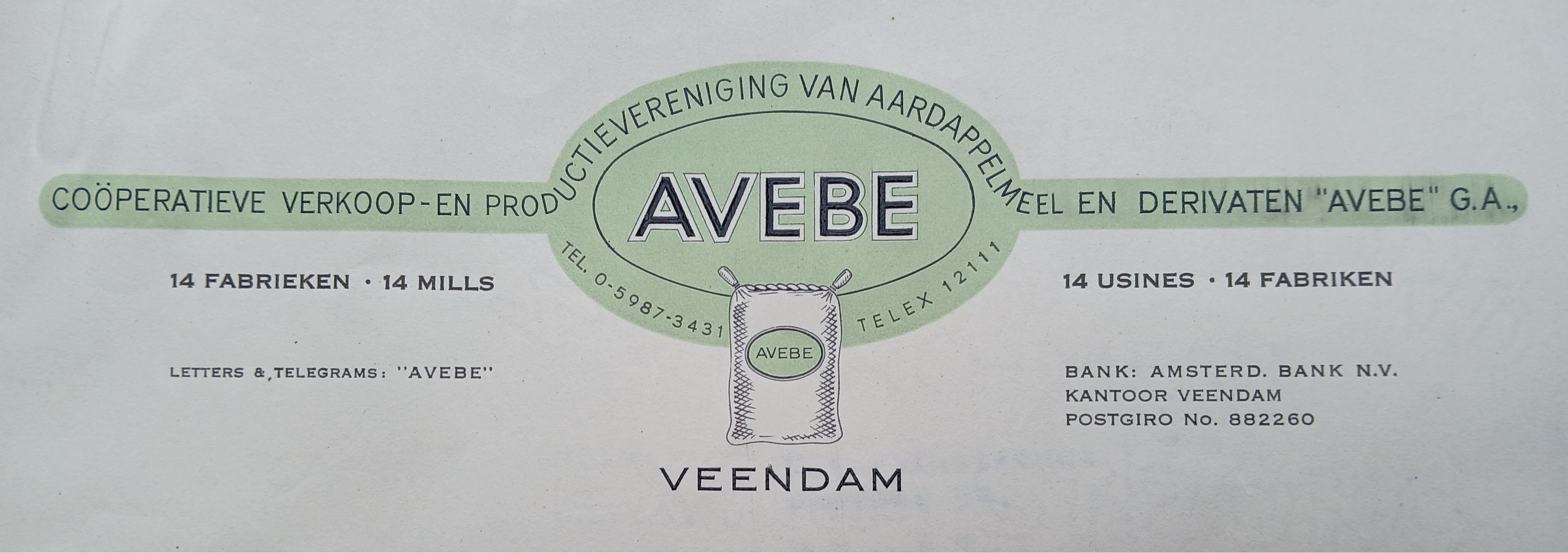
Avebe-Logo auf Briefpapier 1966

Das Unternehmen wurde 1919 als Vertriebsbüro für die Produkte niederländischer Stärkefabriken gegründet. Avebe steht als Abkürzung von Aardappelmeel Verkoop Bureau („Büro für Kartoffelstärkeverkauf“). Durch den Erwerb des Werkes DWM in Veendam und weitere Investitionen in „Ter Apelkanaal“ wurden die Aktivitäten in den 1960er Jahren weiter auf die Produktion und Veredlung von Kartoffelstärke ausgedehnt. In den 1970er Jahren wurden weitere der niederländischen Stärkefabriken in das Unternehmen eingegliedert, bis 1978 der letzte Stärkeproduzent in den Niederlanden, Royal Scholten Honig, übernommen wurde.
Avebe wurde immer mehr zu einem internationalen Konzern. Heute betreibt Avebe Standorte in 20 Ländern. Dazu gehören Fabriken in Vlagtwedde (Ter Apelkanaal), Foxhol und Aa en Hunze (Gasselternijveen) in den Niederlanden, Lüchow und Karstädt (Prignitz) / Dallmin in Deutschland und Malmö in Schweden.

## Produkte
Zu den Produkten des Avebe-Konzerns zählen native und veredelte Kartoffelstärken für die Lebensmittelindustrie, zur Textil-, Papier- und Klebstoffproduktion, für die Baustoffindustrie, und als Grund- und Zusatzstoff für Futtermittel. Daneben werden Produkte aus der Kartoffelfaser und dem Kartoffeleiweiss vor allem als Futtermittel hergestellt.

## Kritik
Avebe testet in verschiedenen Ländern gentechnisch veränderte Kartoffelsorten und wird dafür teilweise öffentlich kritisiert. So fanden in Deutschland und den Niederlanden Demonstrationen von Gentechnikgegnern statt und es wurden einzelne Testfelder zerstört. Mitte der neunziger Jahren hat Avebe sich entschieden, konsequent nur noch klassische, traditionelle Veredlungsmethoden zu verwenden – seitdem wird genetische Modifizierung nicht mehr verwendet.